# Невидимка (фільм)
«Невидимка» (англ. Hollow Man) — американський науково-фантастичний триллер з елементами фільму жаху режисера Пола Верховена, в головних ролях: Кевін Бейкон, Елізабет Шу та Джош Бролін. Сюжет оповідає про науковця, який зробив себе невидимим, що призвело до трагедії. На ідею фільму надихнув Герберт Веллс зі своїм відомим твором Людина-невидимка. Фільм номінований на премію Оскар за візуальні ефекти в 2001 р., але програв х/ф Гладіатор. Продовження — Невидимка 2, яке одразу вийшло у відеопрокаті, у головних ролях Крістіан Слейтер і Пітер Фачінеллі, вийшло 2006 р.

## Сюжет
Після багаторічних експериментів Себастьяну Кейну (Кевін Бейкон) вдається розробити формулу невидимості. Незабаром учений знаходить спосіб повернення з невидимого стану. Святкуючи вдале завершення досліджень, наступного ранку команда науковців вирушає до військового центру комітету.
Кейн вирішує перевірити розробку на собі, причому вводить собі підвищену дозу, щоб у випадку провалу його колег ніхто не звинувачував. Перейшовши у невидимий стан, вчений виявляє, що поворотна формула підходить лише для декількох видів тварин, але не для людини.
Команді на чолі з Ліндою Маккей (Елізабет Шу) треба працювати над формулою зворотного перетворення і намагатися зупинити Кейна, який повільно втрачає здоровий глузд. Себастьяна переводять в окрему палату, і згодом виготовляють для нього гумове обличчя з рідкого каучуку, передають одяг і гумові рукавички. Попри заборону, він залишає лабораторію. На поверхні Кейн вирішує зробити якусь гидоту. Знявши весь одяг, гумову маску та рукавички, він прокрадається в квартиру сусідки в іншому будинку, і ґвалтує її.
Після повернення в лабораторію, Себастьян думає, що всі його підлеглі почали ставитися до нього, як до піддослідної тварини. У люті Кейн вбиває собаку. Також він просить Картера купити йому тренажер.
Увечері Себастьян замінює касети, щоб непомітно втекти з лабораторії. Відвідавши будинок Маккей, він дізнається про її зв'язки з власним колегою — Метом Кенсінгтоном. Ближче до вечора, Лінда і Метт направляються на зустріч з генералом Кремером в його приватний будинок, щоб повідомити про неприємні події у зв'язку з експериментом над Себастьяном, що виходить з-під контролю. Кейн чує їхню розмову біля будинку, обриває телефонну лінію Кремера, щоб той не зміг попередити своїх товаришів по службі — генералів, і після цього вбиває його.
Перебуваючи в лабораторії, Лінда і Метт вирішують попередити охорону про неможливість з'єднатися з генералом, але їхні паролі вилучені та заблоковані. Вчені вирішують зловити божевільного Кейна, взявши спеціальні окуляри, що реагують на інфрачервоне випромінювання тіла живої істоти, і пістолети з дротиками зі снодійним, вирушають на обхід лабораторії. Дженіс забуває в кімнаті окуляри, а коли виходить у коридор, її вбиває невидимка.
Картер і Метт вирушають на його пошуки, але виявляються обдуреними через несправність опалювальних труб в одному з коридорів. Картер втрачає пильність, і Себастьян розпорює йому горло.
Себастьян створює бомбу з нітрогліцерину, вирішивши знищити лабораторію і приховати свої злочини. Лінда, зробивши електромагніт, відмикає засув і встигає наздогнати Себастьяна біля ліфта, обливає його сильним струменем вогню з вогнемета. Обгорілий і кричущий, Кейн зриває з себе одяг, стаючи невидимим, а у Лінди закінчується запас палива в вогнеметі, вона останнім залпом вибиває кран з водою на стелі коридору.
Лінда вже чула один незначний вибух і біжить разом з Меттом в центральну кімнату лабораторії. Вони не можуть відключити бомбу і тому вибираються через кришку люка в шахту ліфта. Лінда отримує рану в плече, падаючий вниз ліфт застряє в стінках шахти. Лінда і Метт пробираються повз кабіни, з якої несподівано вистрибує Себастьян і, хапаючи Лінду за ноги, скидає на дах кабіни. Після їхнього останнього поцілунку Лінда скидає Кейна вниз в розбурхане полум'я.
Лінду і Метта забирає машина швидкої допомоги при виході із задимленої лабораторії.

## У ролях
- Елізабет Шу — Лінда Маккей
- Кевін Бейкон — Себастьян Кейн/Невидимка
- Джош Бролін — Метью Кенсінгтон
- Кім Діккенс — Сара Кеннеді
- Грег Грюнберг — Картер Еббі
- Джоуї Злотник — Френк Чейз
- Мері Рендл — Дженіс Волтон
- Вільям Дівейн — д-р Ховард Крамер
- Рона Мітра — сусідка Себастьяна

## Українське багатоголосе закадрове озвучення
Українською мовою фільм озвучено студією «Так Треба Продакшн» на замовлення телекомпанії «Інтер» у 2004 році. Ролі озвучували: Анатолій Зіновенко, Олег Стальчук, Наталя Поліщук та Тетяна Зіновенко.

## Відгуки

### Критика
Фільм отримав негативні відгуки. Станом на 2013 р. Rotten Tomatoes дав йому 27%-ий рейтинг на основі 113 відгуків. У консенсусі сайту говориться: «Попри приголомшливі спецефекти, Невидимка відстає від інших фільмів режисера Пола Верховена, цей фільм з часом вироджується у типовий фільм жаху». Більшість критиків похвалили візуальні ефекти, які принесла фільму номінацію на Оскар 2001 р. Деякі критики критикують сюжет і дію, інші стверджують, що «Невидимка» містить ознаки фільму слешер з жінконенависними відтінками.

### Касові збори
Попри погану реакцію критиків, фільм дебютував на першому місці з $26,4 млн зборів у перший уїк-енд. У загальних числах Hollow Man зібрав $ 190 млн в усьому світі, що майже удвічі перевищило його $95 млн бюджет.